# Psellidotus rufipennis
Psellidotus rufipennis är en tvåvingeart som först beskrevs av James 1952.  Psellidotus rufipennis ingår i släktet Psellidotus och familjen vapenflugor. Inga underarter finns listade i Catalogue of Life.